# Netsky
Netsky, vlastním jménem Boris Daenen je belgický drum and bassový producent. Produkuje hudební žánr liquid drum and bass s vícero instrumentálními vrstvami a častými vokály.
Koncem roku 2009 podepsal nahrávací smlouvu s vydavatelstvím Hospital Records, pod nímž působí také další liquid funkoví umělci, jako jsou High Contrast nebo London Elektricity. Jeho debutové album vyšlo 31. května 2010.

## Diskografie

### Alba
| Rok  | Album | Pořadí v hitparádách | Pořadí v hitparádách | Pořadí v hitparádách |
| Rok  | Album | BEL                  | NZ                   | UK                   |
| ---- | --- | -------------------- | -------------------- | -------------------- |
| 2010 | Netsky - Vydáno: 31. května 2010 - Vydavatelství: Hospital Records (NHS167) - Formát: 12" LP, CD, download | 31                   | —                    | —                    |
| 2012 | 2 - Vydáno: 25. června 2012                                                                                | 1                    | 13                   | 29                   |

### Singly aEP
| Rok  | Název                                                                 | Pořadí v hitparádách | Pořadí v hitparádách | Pořadí v hitparádách | Pořadí v hitparádách | Album          |
| Rok  | Název                                                                 | BEL                  | AUT                  | UK                   | UK Dance             | Album          |
| ---- | --------------------------------------------------------------------- | -------------------- | -------------------- | -------------------- | -------------------- | -------------- |
| 2009 | King of the Stars / Dolamite (Netsky & Crystal Clear / Crystal Clear) | —                    | —                    | —                    | —                    | Nealbový singl |
| 2009 | Prisma / Tomorrow's Another Day                                       | —                    | —                    | —                    | —                    | Nealbový singl |
| 2009 | Starlight / Young And Foolish                                         | —                    | —                    | —                    | —                    | Nealbový singl |
| 2009 | Everyday / Come Back Home                                             | —                    | —                    | —                    | —                    | Nealbový singl |
| 2009 | Generations (S.P.Y Remix) / Hold On To Love (BCee / Netsky)           | —                    | —                    | —                    | —                    | Nealbový singl |
| 2009 | I Refuse / Midnight Express                                           | —                    | —                    | —                    | —                    | Nealbový singl |
| 2010 | Eyes Closed / Smile                                                   | —                    | —                    | —                    | —                    | Nealbový singl |
| 2010 | Turn Up (The Music) / Memory Lane (Camo & Krooked / Netsky)           | —                    | —                    | —                    | —                    | Nealbový singl |
| 2010 | Your Way / Daydreaming                                                | —                    | —                    | —                    | —                    | Nealbový singl |
| 2010 | Moving With You (ft. Jenna G)                                         | 64                   | —                    | —                    | —                    | Netsky         |
| 2012 | Give & Take                                                           | 17                   | —                    | 196                  | 30                   | 2              |
| 2012 | Come Alive                                                            | 10                   | 35                   | 150                  | 24                   | 2              |
| 2012 | Love Has Gone                                                         | 27                   | —                    | 182                  | 33                   | 2              |

### Remixy
| Rok  | Remix                                                   |
| ---- | ------------------------------------------------------- |
| 2009 | Miike Snow – Black And Blue (Netsky Remix)              |
| 2010 | CHEW LiPS – Karen (Netsky Remix)                        |
| 2010 | Mutated Forms – Glory Days (Never Again) (Netsky Remix) |
| 2010 | Audio Bullys – Only Man (Netsky Remix)                  |
| 2010 | Pendulum – Witchcraft (Netsky Remix)                    |
| 2010 | Swedish House Mafia – One (Netsky Remix)                |
| 2010 | Underworld ft. High Contrast – Scribble (Netsky Remix)  |
| 2010 | Plan B – Recluse (Netsky Remix)                         |
| 2010 | Shameboy – Strobot (Netsky Remix)                       |
| 2010 | Rusko – Everyday (Netsky Remix)                         |
| 2010 | Jessie J – Nobody's Perfect (Netsky Remix)              |
| 2010 | Leftfield – Release The Pressure (Netsky Remix)         |
| 2011 | Skream - Anticipate (Ft. Sam Frank) (Netsky Remix)      |
| 2011 | Rusko – Everyday (Netsky VIP Remix)                     |